# Pasieka Jaros
Pasieka Jaros – polski producent miodów pitnych z siedzibą w Łazisku (województwo łódzkie), będący firmą rodzinną.  

## Historia
Pasieka Jaros istnieje od 1978 roku. Początkowo specjalizowała się w hodowli pszczół na dużą skalę (450 uli) i pozyskiwaniu produktów pszczelich. Od 1991 główną działalnością przedsiębiorstwa jest produkcja miodów pitnych, tak że na przełomie pierwszej dekady i lat 20 XXI w. firma stała się jednym z czołowych producentów miodu pitnego w Polsce (np. w 2009 r. zajmowała drugie miejsce z produkcją ok. 130 tys. litrów). Wymieniana jest wśród kluczowych producentów również w opracowaniach międzynarodowych. Produkcję opiera na własnej pasiece oraz surowcu kupowanym od innych pszczelarzy. W 2013 r. zatrudniała, oprócz członków rodziny, 15 pracowników. W 2021 roku Pasieka Jaros uruchomiła również produkcję okowity miodowej, wytwarzanej poprzez oddestylowanie zacierów miodowych inspirowanych ich miodami pitnymi. Miody pitne firmy prezentowane były m.in. na wystawach gastronomicznych Terra Madre Salone del Gusto w Turynie. Oprócz produktów pszczelarskich firma produkuje z glinek pozyskiwanych z rejonu Bolesławca ceramikę użytkową, zwłaszcza naczynia do miodów.
Firma eksportuje wyroby do Luksemburga, Włoch, USA i Meksyku.

## Miody pitne produkowane przez Pasiekę Jaros
- Trójniaki: Trybunalski, Herbowy i Wójczyc
- Dwójniaki: AM, Koronny, Jabłkowy, Maliniak i Lipiec
- Półtoraki: Półtorak
- Miody perliste: Trybunalski Perlisty, Maliniak Perlisty, Lipiec Perlisty
- Okowity: Okowita miodowa Królewska

## Nagrody dla miodów pitnych firmy
- medale międzynarodowego konkursu miodów pitnych MAZER CUP: złoty (za dwójniak Koronny) i srebrny (za Półtorak) w 2021[9]; srebrny w 2018 (za dwójniak Lipiec)[10], złoty w 2014[11], brązowy w 2013 (za trójniak Trybunalski)[12] i srebrny w 2009 (za dwójniak Jabłkowy)
- Trójniak Trybunalski - wyróżnienie na VI Konkursie Winiarskim Ozorków '97 zorganizowanym przez Krajową Radę Winiarstwa; złoty medal Międzynarodowego Festiwalu Miodów Pitnych Boulder 2004[13]
- Trójniak Herbowy - nagrodzony złotym medalem na XIII Ogólnopolskim Konkursie Win i Miodów Pitnych w Zamościu, 2004, organizowanym przez Krajową Radę Winiarstwa i Miodosytnictwa[13]
- Dwójniak Koronny - złoty medal na X Jubileuszowym Konkursie Win i Miodów Pitnych Toruń 2001, zorganizowanym przez Krajową Radę Winiarstwa i Miodosytnictwa; brązowy medal Międzynarodowego Festiwalu Miodów Pitnych Boulder 2004[13]
- Dwójniak AM - złoty medal na XIV Jubileuszowym Konkursie Win i Miodów Pitnych Piotrków Trybunalski, zorganizowanym przez Krajową Radę Winiarstwa i Miodosytnictwa w 2005; brązowy medal Międzynarodowego Festiwalu Miodów Pitnych Boulder 2006[13]
- Dwójniak Jabłkowy - złoty medal na XII Ogólnopolskim Konkursie Win i Miodów Pitnych Ciechocinek 2003, zorganizowanym przez Krajową Radę Winiarstwa i Miodosytnictwa; złoty medal Międzynarodowego Festiwalu Miodów Pitnych Boulder 2007[13]
- Dwójniak Maliniak - złoty medal na XI Konkursie Win, Miodów Pitnych i Napojów Winiarskich Lublin 2002 zorganizowanym przez Krajową Radę Winiarstwa i Miodosytnictwa; złoty medal Międzynarodowego Festiwalu Miodów Pitnych Boulder 2006; srebrny medal na XVI Konkursie Win, Miodów Pitnych i Napojów Winiarskich Dobroń 2007, zorganizowanym przez Krajową Radę Winiarstwa i Miodosytnictwa[13]
- Dwójniak Lipiec - srebrny medal na XIX Międzynarodowym Kongresie Pszczelarskim "Apislavia", który odbył się w dniach 19-23 września 2012 w Pszczelej Woli[13]